# Chinguiz Mustafaev
Pour les articles homonymes, voir Chingiz et Mustafayev.
Chinguiz Mustafayev (en azéri : Çingiz Fuad oğlu Mustafayev ; né le 29 août 1960 à Bakou et mort le 15 juin 1992 au Karabakh) était un journaliste civil et militaire azerbaïdjanais qui a apporté une contribution significative au développement de la télévision nationale. Héros national de l'Azerbaïdjan. Il est le frère des célèbres journalistes azerbaïdjanais Vahid Mustafayev et Seifulla Mustafayev.

## Biographie
Chinguiz Mustafaev est né dans le district de Vladimirovsky de la région d'Astrakhan. En 1964, il s'installe avec sa famille à Bakou. Initialement, il étudie au Lycée militaire nommé d'après Djamchid Nakhtchevansky. Après avoir obtenu son diplôme de l'école secondaire n ° 167 de la région de Yasamal en 1977, il entre à l'Institut de médicine d'Azerbaïdjan. Diplômé de l'université en 1983, il travaille comme médecin dans le district de Divichi pendant trois ans, puis comme médecin-chef d'un sanatorium à l'Institut de génie civil d'Azerbaïdjan. En plus du travail, Mustafayev était un fan d'art, de musique et de journalisme. C'est Tchinguiz qui crée le centre de musique "Disco" à Bakou, participe au groupe folklorique "Ozan", au studio de jeunesse "Impromptu". Mais l'intérêt pour le journalisme d'investigation s'avère plus fort.

## Journalisme
En octobre 1991, Chinguiz crée le studio 215 KL, avec l'aide duquel il apporte un souffle complètement nouveau à la télévision azerbaïdjanaise, et il devient lui-même un favori du public grâce à ses programmes "215 KL présente", "Personne n’est oublié ».
Il  crée des relations avec plusieurs agences de presse étrangères.
Le public de la république reconnait le talent d'un reporter à partir de vidéos tournées lors des événements sanglants de janvier 1990. Tch. Mustafayev a des entretiens avec des personnalités célèbres de l'Union soviétique - Mikhaïl Gorbatchev, Boris Eltsine, Noursoultan Nazarbaïev, Ayaz Mutalibov, Raïssa Gorbatcheva, Galina Starovoytova, Viktor Polyanichko et d'autres. Avec le déclenchement des hostilités au Haut-Karabakh, Chinguiz se consacre entièrement au journalisme militaire.

## L’an 1992
Il est l’auteur de nombreux reportages sur la zone de guerre du Haut-Karabakh, dont le fameux reportage sur le site du massacre de Khodjaly. Le 15 juin 1992, Chinguiz Mustafayev a été mortellement blessé par un fragment de mine alors qu'il tentait de filmer le combat.
Le titre de héros national de l'Azerbaïdjan (à titre posthume) est décerné à Tchinguiz Fuad oglu Mustafayev par décret du président de l'Azerbaïdjan du 6 novembre 1992.

## Mémoire
- Bas-relief sur le mur de la maison de Bakou où vivait Tchinguiz Mustafayev.
- Zone de loisirs du ministère de l'Intérieur de l'Azerbaïdjan dans le village de Chuvelan.
- Rue de Bakou.
- Station de radio ANS CM.
- Sommet de la chaîne de montagnes Tufandag (Azerbaïdjan) porte le nom de Chingiz Mustafayev. Son buste a également été installé dans le complexe commémoratif du lycée militaire nommé d'après Djamchid Nakhtchevansky[4].